# Frederik Schram
Frederik August Albrecht Schram (Dragør, 19 januari 1995) is een IJslands-Deens voetballer die speelt als doelman. In april 2025 verruilde hij FC Roskilde voor Valur Reykjavík. Schram maakte in 2017 zijn debuut in het IJslands voetbalelftal.

## Clubcarrière
Schram speelde in de jeugdopleiding van Odense BK maar wist niet door te breken bij die club. In 2014 maakte hij de overstap naar FC Vestsjælland. Hier zat de doelman negenendertig competitiewedstrijden op de reservebank, tot een invalbeurt kwam hij niet. In de eerste maanden van 2016 maakte Schram de overstap naar FC Roskilde. Zijn debuut maakte hij op 17 april 2016 toen met 2–1 verloren werd van AC Horsens. De doelman mocht in de basis starten en hij speelde de volledige negentig minuten mee.
In de zomer van 2019 tekende Schram een contract bij SønderjyskE. Deze club verhuurde hem direct aan Lyngby BK. Na de verhuurperiode besloot Lyngby de doelman op vaste basis over te nemen. Medio 2022 ging Schram voor het eerst op IJsland voetballen, toen hij voor drieënhalf jaar bij Valur Reykjavík tekende. FC Roskilde haalde hem in januari 2025 transfervrij terug, nadat hij in 2019 was vertrokken bij de club. Na drie maanden haalde Valur Reykjavík hem terug naar IJsland.

## Clubstatistieken
| Seizoen | Club            | Competitie  | Competitie | Competitie | Beker | Beker | Internationaal | Internationaal | Totaal | Totaal |
| Seizoen | Club            | Competitie  | Wed.       | Dlp.       | Wed.  | Dlp.  | Wed.           | Dlp.           | Wed.   | Dlp.   |
| ------- | --------------- | ----------- | ---------- | ---------- | ----- | ----- | -------------- | -------------- | ------ | ------ |
| 2014/15 | FC Vestsjælland | Superligaen | 0          | 0          | 0     | 0     | —              | —              | 0      | 0      |
| 2015/16 | FC Vestsjælland | 1. divisjon | 0          | 0          | 0     | 0     | —              | —              | 0      | 0      |
| 2015/16 | FC Roskilde     | 1. divisjon | 6          | 0          | 0     | 0     | —              | —              | 6      | 0      |
| 2016/17 | FC Roskilde     | 1. divisjon | 29         | 0          | 0     | 0     | —              | —              | 29     | 0      |
| 2017/18 | FC Roskilde     | 1. divisjon | 28         | 0          | 0     | 0     | —              | —              | 28     | 0      |
| 2018/19 | FC Roskilde     | 1. divisjon | 21         | 0          | 0     | 0     | —              | —              | 21     | 0      |
| 2019/20 | SønderjyskE     | Superligaen | 0          | 0          | 0     | 0     | —              | —              | 0      | 0      |
| 2019/20 | → Lyngby BK     | Superligaen | 0          | 0          | 0     | 0     | —              | —              | 0      | 0      |
| 2019/20 | Lyngby BK       | Superligaen | 1          | 0          | 0     | 0     | —              | —              | 1      | 0      |
| 2020/21 | Lyngby BK       | Superligaen | 2          | 0          | 1     | 0     | —              | —              | 3      | 0      |
| 2021/22 | Lyngby BK       | Superligaen | 1          | 0          | 2     | 0     | —              | —              | 3      | 0      |
| 2022    | Valur Reykjavík | Úrvalsdeild | 16         | 0          | 0     | 0     | —              | —              | 16     | 0      |
| 2023    | Valur Reykjavík | Úrvalsdeild | 20         | 0          | 8     | 0     | —              | —              | 28     | 0      |
| 2024    | Valur Reykjavík | Úrvalsdeild | 19         | 0          | 6     | 0     | 4              | 0              | 29     | 0      |
| 2024/25 | FC Roskilde     | 1. divisjon | 9          | 0          | 0     | 0     | —              | —              | 9      | 0      |
| 2025    | Valur Reykjavík | Úrvalsdeild | 0          | 0          | 0     | 0     | —              | —              | 0      | 0      |
| Totaal  | Totaal          | Totaal      | 152        | 0          | 17    | 0     | 4              | 0              | 173    | 0      |

Bijgewerkt op 29 april 2025.

## Interlandcarrière
Schram maakte zijn debuut in het IJslands voetbalelftal op 8 februari 2017, toen met 1–0 verloren werd van Mexico door een doelpunt van Alan Pulido. Schram mocht van bondscoach Heimir Hallgrímsson in de basis starten en hij speelde de volledige negentig minuten mee. De andere debutanten dit duel waren Kristinn Sigurdsson (GIF Sundsvall), Tryygvi Hrafn Haraldsson (KF ÍA), Árni Vilhjálmsson (Jönköpings Södra), Adam Örn Arnarson (Aalesunds FK) en Kristján Finnbogason (FH). Schram werd in mei 2018 door Hallgrímsson opgenomen in de selectie van IJsland voor het wereldkampioenschap in Rusland.
| Interlands van Frederik Schram voor IJsland | Interlands van Frederik Schram voor IJsland | Interlands van Frederik Schram voor IJsland | Interlands van Frederik Schram voor IJsland | Interlands van Frederik Schram voor IJsland | Interlands van Frederik Schram voor IJsland | Interlands van Frederik Schram voor IJsland |
| №                                           | Datum                                       | Wedstrijd                                   | Uitslag                                     | Competitie                                  | Goals                                       |                                             |
| Als speler bij FC Roskilde                  | Als speler bij FC Roskilde                  | Als speler bij FC Roskilde                  | Als speler bij FC Roskilde                  | Als speler bij FC Roskilde                  | Als speler bij FC Roskilde                  | Als speler bij FC Roskilde                  |
| ------------------------------------------- | ------------------------------------------- | ------------------------------------------- | ------------------------------------------- | ------------------------------------------- | ------------------------------------------- | ------------------------------------------- |
| 1                                           | 8 februari 2017                             | Mexico – IJsland                            | 1 – 0                                       | Vriendschappelijk                           |                                             |                                             |
| 2                                           | 11 januari 2018                             | Indonesië – IJsland                         | 0 – 6                                       | Vriendschappelijk                           |                                             |                                             |
| 3                                           | 27 maart 2018                               | Peru – IJsland                              | 3 – 1                                       | Vriendschappelijk                           |                                             |                                             |
| 4                                           | 2 juni 2018                                 | IJsland – Noorwegen                         | 2 – 3                                       | Vriendschappelijk                           |                                             |                                             |
| 5                                           | 11 januari 2019                             | IJsland – Zweden                            | 2 – 2                                       | Vriendschappelijk                           |                                             |                                             |
| Als speler bij Valur Reykjavík              |                                             |                                             |                                             |                                             |                                             |                                             |
| 6                                           | 11 november 2022                            | Zuid-Korea – IJsland                        | 1 – 0                                       | Vriendschappelijk                           |                                             |                                             |
| 7                                           | 12 januari 2023                             | Zweden – IJsland                            | 2 – 1                                       | Vriendschappelijk                           |                                             |                                             |

Bijgewerkt op 29 april 2025.

## Erelijst
| Deildarbikar karla | 1 | 2023 |